# Berthold Bartosch
Berthold Bartosch (* 29. Dezember 1893 in Polaun, Böhmen; † 13. November 1968 in Paris) war ein deutscher Animator und Filmregisseur.

## Leben
Bartosch war wegen einer Kinderlähmung lebenslang gehbehindert. Er machte 1911 in Wien ein zweijähriges Praktikum als Zeichner bei einem Architekten. Von 1913 bis 1917 studierte er Architektur und Kunst an der Akademie der bildenden Künste in Wien.
Bartosch kam 1920 nach Berlin und wurde Mitarbeiter der Silhouetten-Animationsfilmerin Lotte Reiniger, unter anderem bei Die Abenteuer des Prinzen Achmed und Doktor Dolittle und seine Tiere.
1930 wechselte Bartosch nach Paris. Dort schuf er den Film Die Idee, einen 30-minütigen Animationsfilm nach dem gleichnamigen Holzschnitt-Roman von Frans Masereel. Seine Figuren bestanden aus bemaltem Karton, die Hintergründe aus Lagen von Seidenpapier. Im Unterschied zu Lotte Reinigers Silhouettenfilmen arbeitete Bartosch mit verschiedenen Beleuchtungen, um auch die bemalte Vorderseite der Figuren zu zeigen. Rauch und Nebel erzeugte er mittels Seifenschaum auf Glasscheiben, den er von unten beleuchtete. Bemerkenswert ist sein Gebrauch eines Tricktisches aus mehreren Ebenen, mit dem er Disneys berühmte Multiplan-Kamera vorwegnahm (einen ähnlichen Aufbau hatte er bei Reiniger kennengelernt).
„Die Idee“ gilt allgemein als einer der ersten ernsthaften, gar tragischen Animationsfilme. Außerdem ist er der wahrscheinlich erste Film überhaupt, der für seine Musik ein elektronisches Instrument einsetzte: Arthur Honegger komponierte die Musik für Ondes Martenot.
1935 bis 1939 arbeitete Bartosch an dem Antikriegsfilm St. Franziskus oder Träume und Albträume, der jedoch während der deutschen Besetzung von Paris in der Cinémathèque Française verlorenging. 1948 arbeitete Bartosch für die UNESCO in Paris und unterrichtete unter anderem George Dunning (Yellow Submarine).

## Filmografie (Auswahl)
- 1919: Animated Cards
- 1919: Communism
- 1922: The Battle of Skagerrak
- 1925: The Occupation of the Rhineland
- 1932: L’idée